# Gloeospermum pilosum
Gloeospermum pilosum är en violväxtart som beskrevs av Melch.. Gloeospermum pilosum ingår i släktet Gloeospermum och familjen violväxter. Inga underarter finns listade i Catalogue of Life.